# Jacinto Roque de Sena Pereira
Jacinto Roque de Sena Pereira (Lisboa, 1784 — Rio de Janeiro, 28 de junho de 1850) foi um militar luso-brasileiro.
Comandou uma esquadra, na Guerra Cisplatina, enfrentando o almirante Guillermo Brown, na ilha Viscaíno em 29 de dezembro de 1826.
Foi ministro da Guerra de 16 de março a 16 de maio de 1839, e da Marinha de 16 de abril do mesmo ano a 23 de maio de 1840.